# Catedral de Sant Lambert
La Catedral de Sant Llambert amb el seu nom complet Catedral de la Mare de Déu i de Sant Llambert era la catedral de Lieja, derrocada a la Revolució Francesa. Actualment, en queden unes traces al museu subterrani Archéoforum a la Plaça Sant Lambert i molts records a l'imaginari col·lectiu liegès, que enyoren el monument desaparegut i que planyen l'excés de zel revolucionari d'antany.
El bisbe Lambert de Lieja va ser assassinat el 705 a Lieja i sebollit a Maastricht, aleshores seu del bisbat de Lieja. En esdevenir un lloc de pelegrinatge, el bisbe Hubert va decidir transferir les relíquies a Lieja i va construir una primera església, sobre les ruïnes de la vil·la gal·loromana. Aquest edifici va ser eixamplat per a esdevenir a la fi de l'edat mitjana una de les catedrals gòtiques més grans d'Europa.

## Els antecedents
La catedral va construir-se a un lloc que té traces d'habitació de més de 50.000 anys. De fet, situat al peu del pujol de Pierreuse, regat pel Llègia prop de la desembocadura al Mosa, però protegit contra les aiguades, era un indret idoni per a crear un assentament. Vers 5350 un assentament d'agricultors va establir-s'hi, i des d'aleshores el lloc va quedar habitat fins avui. S'han trobat objectes de l'edat del bronze i de ferro. L'ocupació romana data del segle i. Al segle ii va construir-se la vil·la gal·loromana que ocupava més d'una hectàrea. Era connectada amb vies secundàries amb la Via mansuerica (Maastricht-Trèveris) o la via de Tongeren cap a la mansuerica. A la baixa edat mitjana s'hi ha construït un petit poble merovingi al voltant de la vil·la. Després de l'assassinat de Lambert, des dels anys 750 un culte va desenvolupar-se a l'indret del crim. L'any 770, Carlemany, que residia sovint a Herstal va celebrar pasqua a Lieja.

## El martyrium esdevé catedral romànica

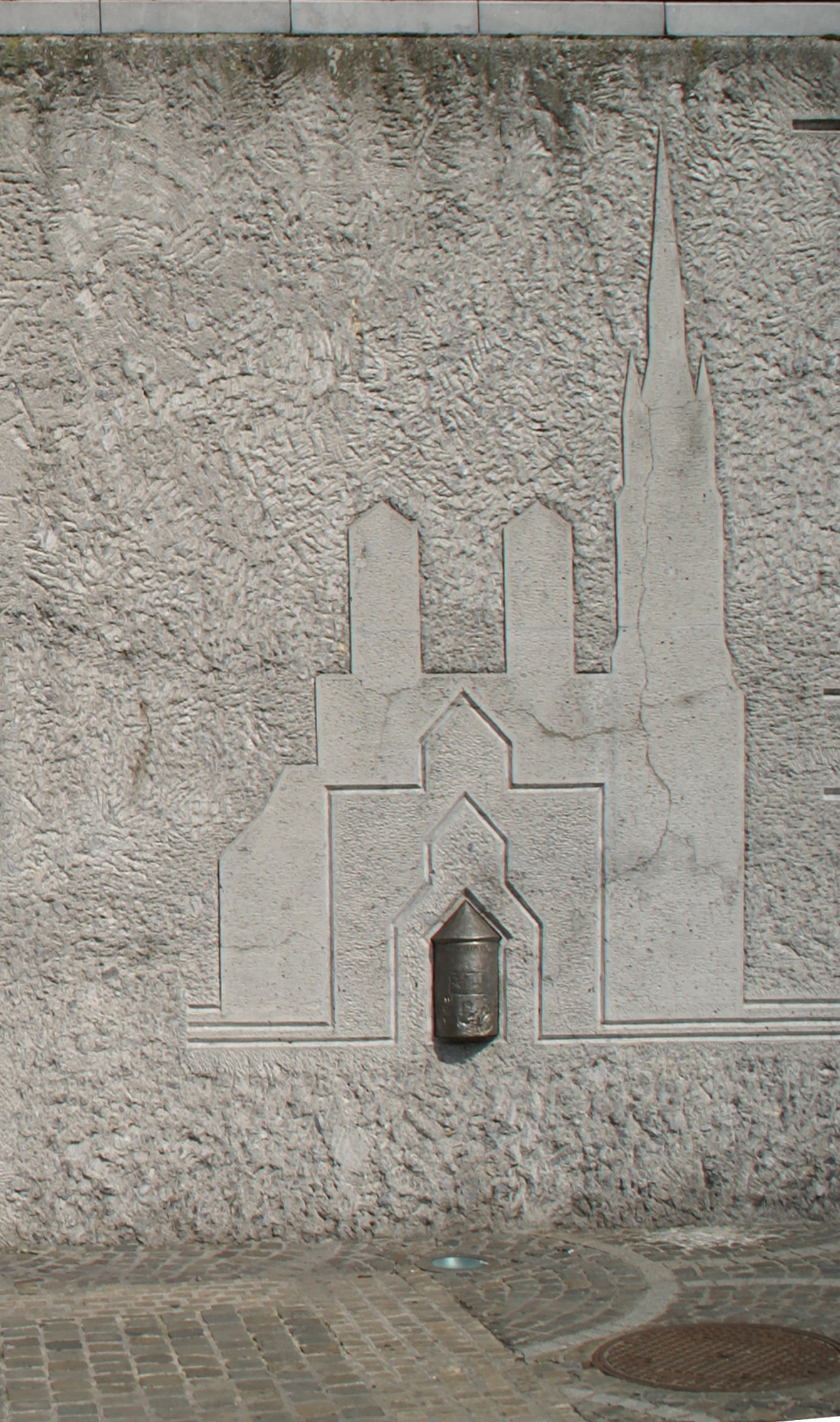
Les diferents fases de la construcció de la catedral evocades a l'entrada de l'Archéoforum

Les traces arqueològiques condueixen a l'existència d'un martyrium en estil carolingi de la fi del segle viii. Al segle ix el santuari està eixamplat i una primera catedral de 23 m x 70 m creix damunt les ruïnes romanes.
Quan la seu del bisbat de Maastricht es transfereix a Lieja i el santuari dedicat a Lambert obté l'estatut de catedral. A la invasió dels normands el 881, la ciutat i la catedral són incendiades. Es pot deduir que al segle x està reconstruïda, com que s'esmenta que els bisbes Francó i Esteve hi varen ser sebollits.

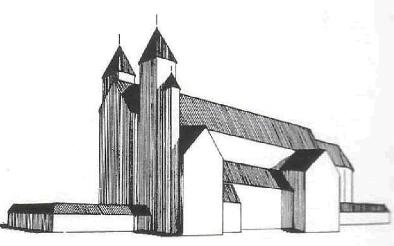
Dibuix de reconstrucció de la catedral al segle XI

El 978, Notger va instal·lar un capítol de 60 canonges i als afores de l'any 1000 comença la construcció d'una nova basílica en estil otonià amb una cripta per a conservar les relíquies del sant fundador. Quan Otbert de Lieja deixa sebollir Enric excomunicat. Els bisbes de l'imperi van protestar i Enric V va haver d'exhumar i transferir-lo a la catedral d'Espira.
La nit del 28 d'abril de 1185 un incendi va destruir el claustre i la catedral.

## La catedral gòtica
Des de l'endemà, una reconstrucció en estil gòtica que va durar 250 anys va començar, sobre els fonaments dels edificis anteriors. Diversos nobles van fer donacions per a finançar l'obra, entre d'altres, Balduí V d'Hainaut, Enric VI, Enric I de Brabant, Ferran de Flandes… També van atorgar-se indulgències diverses.
Raúl de Zähringen comença una primera campanya d'obres. El 7 de setembre de 1189, l'arquebisbe de Colònia va consagrar la nova església, no gaire acabada. Sobre el bisbat d’Albert II de Cuijk el cor occidental va acabar-se, el que li va valdre que hi obtingué el seu sepulcre, que va ser descobert durant una campanya d'excavacions arqueològiques el 1907. Hug de Pierrepont va ser acusat d'haver desviat de simonia la donació de Balduí V tot i haver donat un terç de la venda del bosc de Glain a l'obra. El 1246 va començar la construcció del cor oriental i després la nau central, fet de sis revoltons. Les voltes de la nau van acabar-se el 1279, un segle després de l'incendi de l'edifici romànic.
El 28 d'abril de 1319, el reliquiari de Sant Lambert torna al cor en una processó solemne, 134 després de l'incendi. Adolf de la Mark va decidir el 1342 que era temps d'acabar l'edifici i va decidir mesures financeres. Entre altres, totes les col·lectes de la diòcesi van haver de pal·liar l'augmentació del sou i dels materials.
Al costat del santuari, la infraestructura comprenia un claustre, tres o quatre sales sales capitulars, dues torres orientals i la gran torre que va culminar a 135 m.

## La destrucció

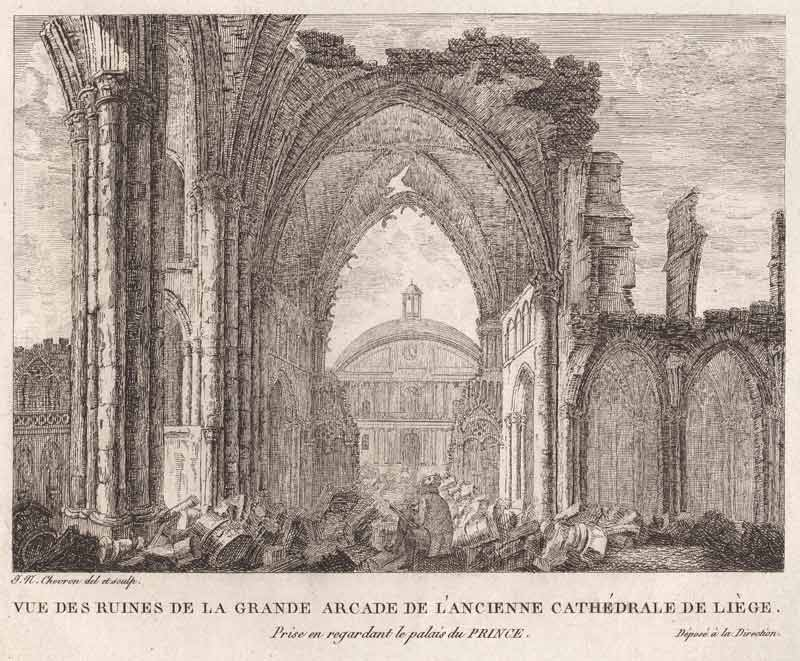
Aiguafort de Jean-Noël Chevron (inici del)

El 1794, la Revolució Francesa va atènyer Lieja i el mateix any la destrucció de la catedral va decidir-se. L'odi contra l'edifici era l'expressió de l'odi contra els dos darrers prínceps-bisbes. Pel seu absolutisme sense compromís, els dos darreres prínceps-bisbes, Hoensbroeck i de Méan van ser molt impopulars, en anul·lar la política il·lustrada i de reforma fiscal del predecessor Francesc Carles de Velbrück. El 1795 una Comissió destructiva de la Catedral va ser creada. La destrucció va començar amb el desmantellament del teulat de plom que va utilitzar-se per a fabricar munició. Les pedres van utilitzar-se per a reforçar els molls del Mosa. Per a accelerar l'evacuació, va autoritzar-se a la població de servir-se de franc de materials de construcció de la catedral derrocada.
El 1810 la Plaça Imperial està inaugurada i es pensa a erigir-hi un monument dedicat a Napoleó. El 1827, la resta de l'endret està finalment anivellada i es construeixen a l'entorn una plaça típica del segle xix: cafès, grand-hotel, teatre, grans magatzems.

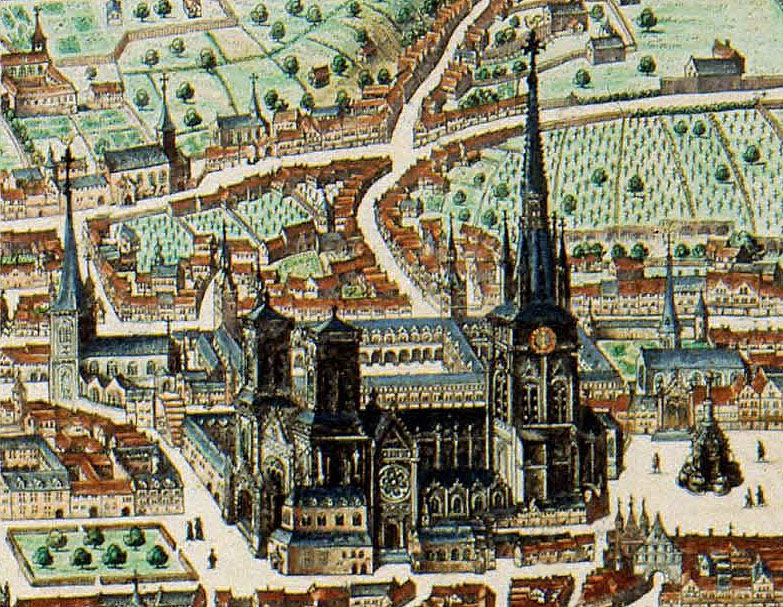
Detall de la catedral, a l'Àtles de Blaeu
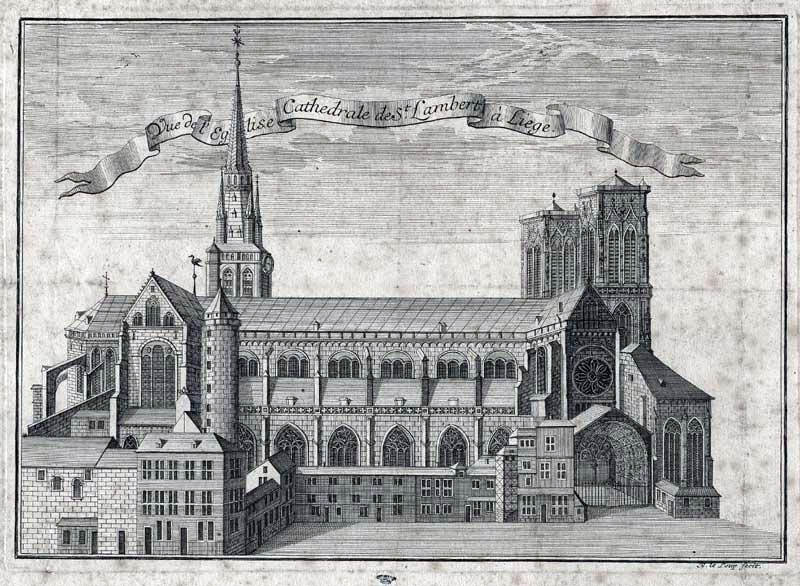
Remacle Le Loup, Catedral de Lambert el 1735
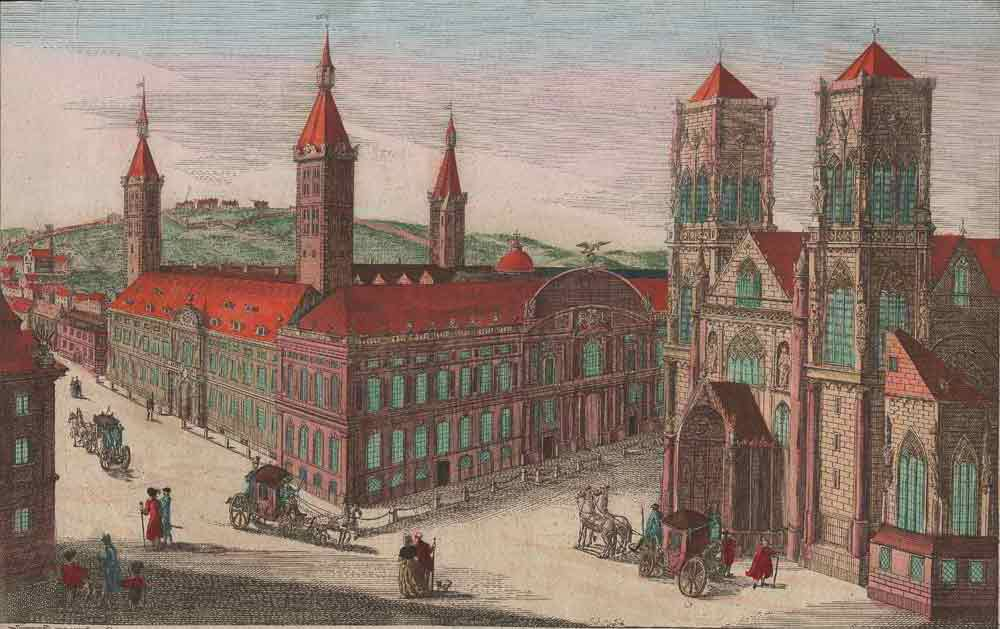
Catedral i palau al segle xviii
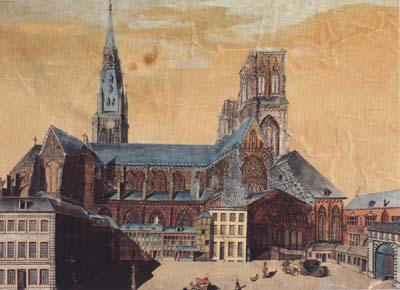
El 1780
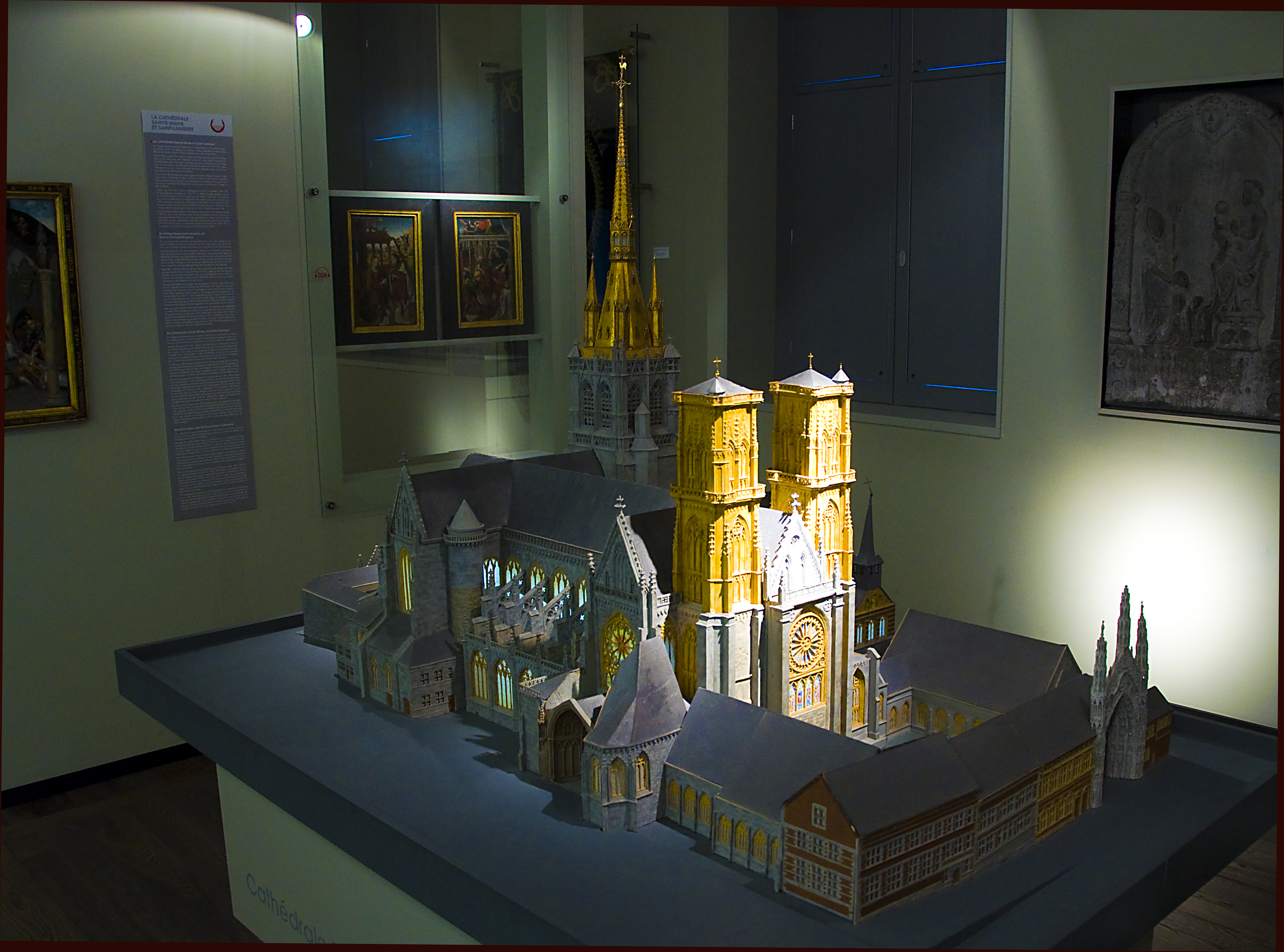
Maqueta al museu Grand Curtius

## La catedral a la memòria col·lectiva liegesa fins avui
Després del concordat del 1801 entre el Vaticà i Napoleó, el 1802 la col·legiata de Sant Pau va ser promoguda catedral i rebre la majoria del tresor salvat.

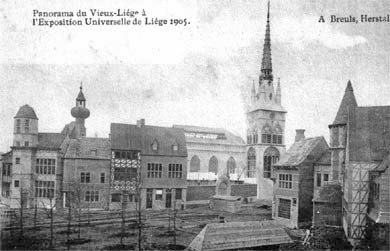
Le Vieux Liège

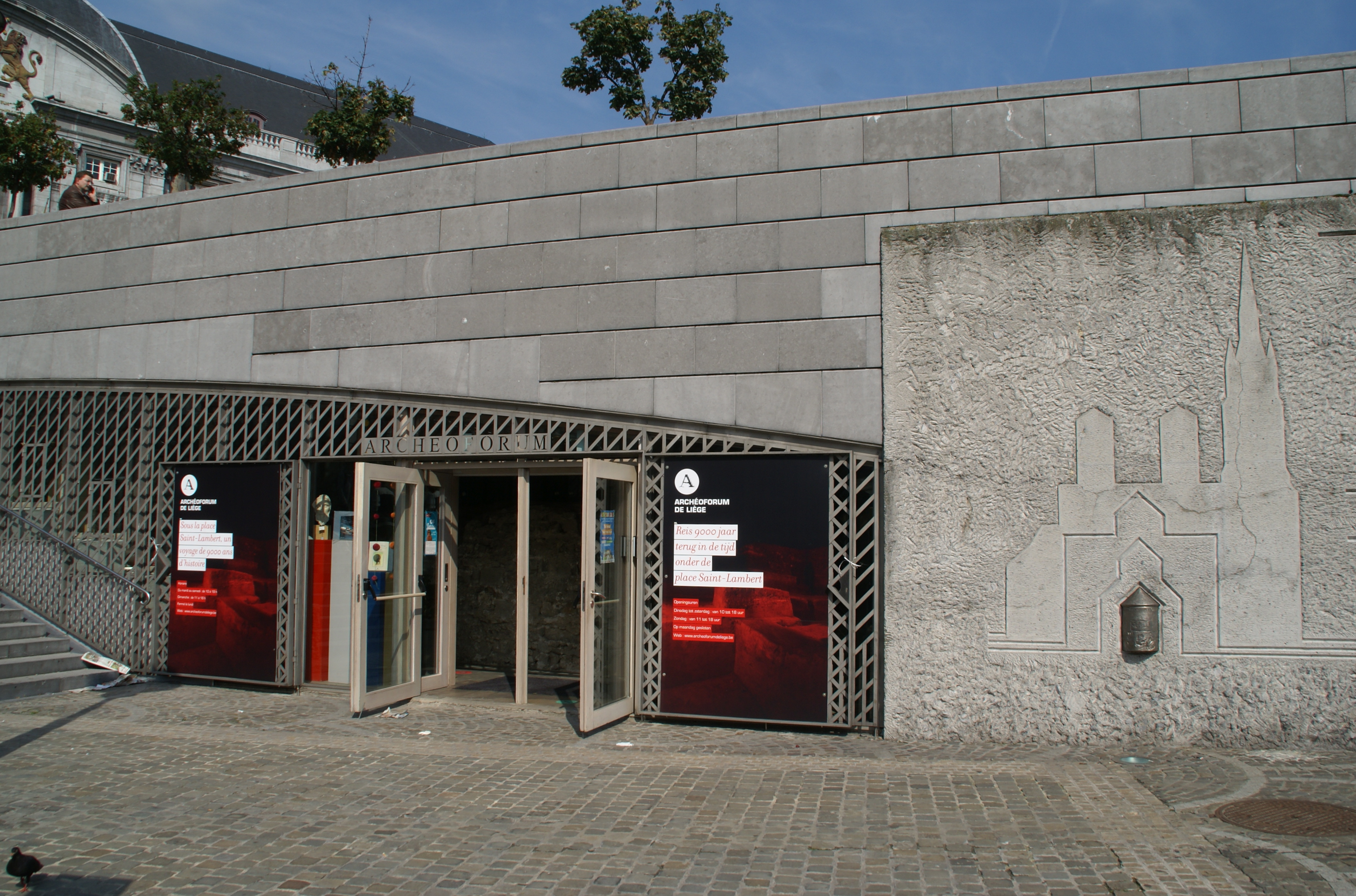
Entrada de l'Arqueoforum

L'edifici enyorat continua a rondar l'esperit del poble de Lieja. Ja a l'exposició universal del 1905, una reconstrucció en fusta a l'escala d'1/50 a un barri medieval Le Vieux Liège. La plaça nova comença a viure i continua a ser el centre de la ciutat. L'esperit destructiu continua: als anys 1960 una era de tot pel cotxe va conduir a derrocar més de 1000 cases al centre, per tal de poder construir una autopista penetrant de sis carrils hauria hagut de resoldre el problema del trànsit al centre de la ciutat.
Problemes financers van parar l'obra i la ciutat va ser desfigurada durant més de dues dècades per un terraplè inhabitable i ventós. Mentrestant la mentalitat va canviar i el 1985 es va decidir de reconstruir el centre i de reduir l'impacte automobilístic. L'arquitecte Claude Strebelle proposa un projecte que va seduir la població. Comprèn, entre d'altres, un edifici del qual la forma i l'altitud reprenien la forma del cor occidental de la catedral, a l'endret mateix on va trobar-se fins a la fi del segle xviii.
El 2001 es va construir una bastida a mida natural d'aquest cor occidental, qui durant tot l'estiu va servir com a escena d'espectacles a l'aire llibre. Per a evitar que l'endret quedi una fossa arqueològica al centre de la ciutat, va decidir-se de cobrir la plaça d'una llosa de formigó, de tal manera que les excavacions podien continuar. Sobre la llosa, una nova plaça va sortir de terra. Les excavacions continuen, i són accessibles al públic, en un museu Archeoforum. Al nou Museu Gran Curtius s'exposa una maqueta de la catedral, realitzada el 1970.